# Burda Style
Burda Style (anciennement Burda Moden) est un magazine de mode publié par Hubert Burda Media en dix-sept langues et dans plus de cent pays. Chaque numéro contient des patrons pour chaque modèle présenté.

## Histoire et profil
En 1949, Aenne Burda étend son entreprise familiale à l'édition de magazines féminins, fondant une société d'impression et d'édition de magazines de mode dans sa ville natale d'Offenburg, en Allemagne. La même année, elle lance le magazine Favorit, qui sera ensuite rebaptisé Burda Moden. Le premier numéro du magazine Burda Moden a été publié en 1950 avec un tirage de 100 000 exemplaires. Il a gagné en popularité après 1952, lorsqu’il a commencé à inclure des modèles de vêtements.
En 1987, Burda Fashion devient le premier magazine occidental publié en Union soviétique. En 1994, il devient le premier magazine occidental à paraître en République populaire de Chine.
Burda Style a été lancé aux États-Unis en 2013, en partenariat avec F+W Media.